# 1990
Évszázadok: 19. század – 20. század – 21. század
Évtizedek: 1940-es évek – 1950-es évek – 1960-as évek – 1970-es évek – 1980-as évek – 1990-es évek – 2000-es évek – 2010-es évek – 2020-as évek – 2030-as évek – 2040-es évek
Évek: 1985 – 1986 – 1987 – 1988 –  1989 – 1990 – 1991 – 1992 – 1993 – 1994 – 1995

## Események

### Január
- január 1. – 
  - Lengyelországban életbe lép a Balczerovicz-terv(wd), a kapitalista gazdaságra való áttérés.[1]
  - A Marković-kormány újabb gazdasági reformot vezet be Jugoszláviában. (Megteremti a dinár konvertibilitását, s ezzel az év közepére átmenetileg megfékezi az inflációt.)[2]
- január 3. – Az amerikaiak letartóztatják a pápai nunciatúrára menekült panamai diktátort, Manuel Noriegát.
- január 5.
  - Az Országgyűlés külügyi és honvédelmi bizottsága javasolja, hogy hatalmazzák fel a Minisztertanácsot, miszerint – a bécsi haderő–csökkentési tárgyalásokra tekintettel – szorgalmazza a Magyarországon állomásozó szovjet csapatok mielőbbi, lehetőleg az év végéig történő kivonását.
  - Kirobban a Dunagate. (Az SZDSZ és a Fidesz képviselői nyilvánosságra hozzák, miszerint az állambiztonsági apparátus megfigyelte az MSZMP-vel, majd 1989 októbere után az MSZP-vel szemben álló pártokat.)[3]
- január 9. – A KGST 45., szófiai ülésszakán Németh Miklós magyar és Nyikolaj Rizskov szovjet kormányfő elvi megállapodást köt a csapatkivonások ütemtervéről.
- január 15. – A bolgár parlament eltörli a Kommunista Párt 44 éves politikai hatalmi monopóliumát.[4]
- január 16. – A szovjet Déli Hadseregcsoport kiüríti az esztergomi katonai kórházat, melyet az egykori szemináriumban és az ehhez kapcsolódó egyházi épületben rendeztek be. (A felújításra szoruló óriási műemlékegyüttest a katolikus egyház kapta vissza.)
- január 18. – Feloszlatják a Belügyminisztérium III/III. Csoportfőnökségét.[3]
- január 19. – Kárpátalján megalakul a Kárpáti Ruszinok Szövetsége (KRSz). (Első elnöke ifj. Tomcsányi Mihály, Ungvár akkori főépítésze lett.)
- január 20–22. – A Jugoszláv Kommunisták Szövetségének (JKSZ) XIV. – utolsó, félbeszakadt – kongresszusa.
- január 21. – A Nyilvánosság az Erőszak Ellen és a Független Magyar Kezdeményezés közös nyilatkozatot ad ki a nemzetiségi kérdés demokratikus, a jogállam normáinak megfelelő megoldásáról Csehszlovákiában.[5]
- január 23. – Németh Miklós kormányfő a parlamentben bejelenti, hogy szovjet–magyar szakértői tárgyalások kezdődnek a lehető legrövidebb időn belüli teljes csapatkivonásról.
- január 30. – Hans Modrow keletnémet miniszterelnök és Mihail Gorbacsov szovjet pártfőtitkár Moszkvában megbeszélést folytat a német államok egyesítéséről.[6]

### Február
- február 6. – Az SZKP Központi Bizottságának ülésén Mihail Gorbacsov bejelenti, hogy a reformok közé tartozik az SZKP vezető szerepének feladása és a politikai pluralizmus bevezetése is.[4]
- február 8. – a honvédelmi miniszter felhívja a szovjet Déli Hadseregcsoport parancsnokát, hogy február–április közepéig (a hazai politikai választási kampány idején) kiképzési gyakorlatot csak a helyőrségeikben folytassanak.
- február 10. – A január 15-étől folyó tárgyalások eredményeként megszületik a csehszlovák–szovjet megállapodás, miszerint a szovjet csapatok nagy része május végéig – a csehszlovákiai választásokig – elhagyja az országot.
- február 11. – Nelson Mandela, dél-afrikai fekete aktivista 27 évi fogság után kiszabadul.
- február 11–13. – A NATO és a Varsói Szerződés országainak külügyminiszterei, más EBEÉ országok megfigyelőivel együtt, Ottawában megtartják a „Nyitott Égbolt” konferenciát.[4]
- február 12.-február 14. – Zavargások a tádzsik fővárosban, Dusanbéban, amely a tádzsik polgárháború előszele.
- február 14. – Átalakul a Belügyminisztérium III. Főcsoportfőnöksége. (A kémelhárításból Nemzetbiztonsági – később Alkotmányvédelmi –, a III/I-es, hírszerzési csoportfőnökségből Információs, míg a III/IV-es, katonai elhárítási csoportfőnökségből Katonai Biztonsági Hivatal (KBH) lett.)[3]
- február 22.
  - Prágában Csehszlovákia és a Szovjetunió képviselői megállapodást írnak alá a szovjet csapatok kivonásáról 1991. július 1-jéig.[5]
  - Szlovénia úgy határoz, hogy nem fizeti be a szövetségi költségvétésbe a rá eső teljes összeget.[2]
- február 28. – Lengyelországban elfogadják a politikai pártok alapítását lehetővé tevő törvényt.[7]

### Március
- március 2. – Együttélés néven magyar politikai mozgalom alakul Pozsonyban, Duray Miklóssal az élen.[5]
- március 3. – Jiří Diensbier csehszlovák külügyminiszter a NATO–központba látogat és megbeszélést folytat Manfred Wörner NATO–főtitkárral.[4]
- március 7. – 
  - Az NDK-ban törvényt fogadnak el, amely lehetőséget biztosít az állami tulajdonban levő ingatlanok megvásárlására a használati joggal rendelkezők számára. (A törvény elsősorban az NDK-nómenklatúra kádereinek jelent előnyt.)[8]
  - A szlovén parlament törli a köztársaság nevéből a szocialista jelzőt.[2]
- március 11. – A litván parlament a Szovjetunióból való kilépésre és a függetlenségre szavaz.[4]
- március 12. – A Veszprém megyei Hajmáskéren állomásozó harckocsizó alakulat elindításával megkezdődik a szovjet csapatok kivonulása Magyarországról.
- március 14.
  - Sebastian Kräuter püspök került a Temesvári egyházmegye élére.
  - Parlament jegyzőkönyvébe bejegyezik, hogy Mindszenty József hercegprímás egy koncepciós per áldozata volt.
- március 15. – Mihail Gorbacsov lesz a Szovjetunió elnöke.[9]
- március 17. – A Varsói Szerződés prágai külügyminiszteri ülése támogatja, hogy továbbra is fennmaradjon mind a NATO, mind a Varsói Szerződés.[4]
- március 18. – Az NDK első szabad választásán 93,4%-os részvétel mellett a konzervatív „Szövetség Németországért” 48%-kal végez az első helyen; ez válik a jövőbeni német egyesítési folyamat kulcsává.[10]
- március 19–21. – Marosvásárhelyi etnikai zavargások.
- március 21. – Krzysztof Skubiszewski lengyel külügyminiszter látogatást tesz a NATO–központban és tárgyal Manfred Wörner NATO–főtitkárral, valamint a NATO–tagországok állandó képviselőivel.[4]
- március 25.
  - Az országgyűlési választások első fordulója.[11]
  - Népszavazás Észtországban – a polgárok a Szovjetuniótól való elszakadás mellett döntenek.
- március 26. – A csehszlovák kormány elrendeli az Ausztriával és az NSZK-val határos területén telepített létesítmények lebontását.[4]
- március 27. – Portugália és Spanyolország belép a Nyugat-európai Unióba.[4]
- március 30. – A Szlovák Nemzeti Párt tüntetést szervez az önálló szlovák államért.[5]

### Április
- április 7. – Az országgyűlési választások második fordulója – eredményeképpen a Magyar Demokrata Fórum küldheti be a legtöbb képviselőt az új országgyűlésbe.[4]
- április 12. – Az NDK miniszterelnökévé Lothar de Maizière lesz.[12]
- április 20. – A csehszlovák szövetségi gyűlés az ország elnevezését Cseh és Szlovák Szövetségi Köztársaságra változtatja.[5]
- április 20–22. – II. János Pál pápa Csehszlovákiába látogat.[5]
- április 22–23. – Parlamenti választások első fordulója Horvátországban.[2]

### Május
- május 2. – 
  - Megalakul a Magyarország 1944. március 19-i német megszállását követő első szabadon választott Országgyűlés.[11]
  - Göncz Árpád előbb ideiglenes, majd augusztus 3-ától választott köztársasági elnök lesz.
- május 3. – George Bush amerikai elnök bejelenti, hogy hatályon kívül helyezte az Európában lévő atomtüzérség és a Lance rakéták modernizálásának programját.[4]
- május 4.
  - A lett parlament kihirdeti az ország függetlenségét.[4]
  - Tito halálának 10. évfordulóján tiltakozó megmozdulás Belgrádban Tito kultusza ellen.[2]
- május 6. – 
  - Parlamenti választások második fordulója Horvátországban, amely a Horvát Demokratikus Közösség (HDZ) győzelmét hozza.[2]
  - Az első szabad helyhatósági választások az NDK-ban.[13]
- május 8. – Az észt parlament módosítja a köztársaság nevét, alkotmányát és visszaállítja a háború előtti nemzeti zászlót és a himnuszt.[4]
- május 9–10. – A NATO védelmi miniszterek és az Atomtervező Csoport Kananaskisban tartó ülésén megtárgyalják az európai politikai választások hatását a NATO biztonságpolitikájára.[4]
- május 15. – Borislav Jović váltja Janez Drnovšeket a jugoszláv államelnöki székben.[14]
- május 18. – Rehabilitálják Mindszenty Józsefet.[15]
- május 22. – Létrejön az egységes Jemen.[16]
- május 23. – Megalakul az Antall-kormány.[17]
- május 25. – A KÖJÁL egy helyszíni ellenőrzés során bezárja a nagytétényi Metallochemia telephelyet.
- május 30. – A horvát sabor (parlament) Franjo Tuđmant választja meg köztársasági elnöknek, Stjepan Mesić vezetésével pedig a HDZ alakít kormányt.[18]

### Június
- június 5. – 35 ország külügyminisztereinek részvételével kerül sor az EBEÉ emberi dimenziójának második konferenciájára Koppenhágában, ahol elfogadják Albánia megfigyelői státuszát.[4]
- június 7–8. – Az Észak-atlanti Tanács ülést tart a skóciai Turnberry-ben.[4]
- június 8. – Cseh-Szlovákiában lezajlanak az első többpárti választások a szövetségi gyűlésbe. (A választásokon a cseh országrészben a Polgári Fórum, Szlovákiában a Nyilvánosság az Erőszak Ellen szerezi meg a legtöbb szavazatot.)[5]
- június 13. – „Bányászjárás” Romániában.
- június 15. – Az NSZK és az NDK kormánya közös nyilatkozatot ad ki, amely szerint az 1945 és 1949 között végrehajtott kisajátításokat nem lehet visszavonni, az esetleges kompenzációkról később döntenek.[19]
- június 21. – 
  - Az NDK Népi Kamarája 302:82:1 arányban, a Bundestag 440:60:1 arányban elfogadja a valuta-, gazdasági és szociális unióról szóló államszerződést.[20] Ugyanezen a napon a két német parlament azonos határozatot hozott a fennálló német lengyel-határ sérthetetlenségéről.[21]
  - Megalakul a Budapesti Értéktőzsde.
- június 27. – Cseh-Szlovákiában ismét Marián Čalfa alakít kormányt.[5]
- június 29. – Jeszenszky Géza magyar külügyminisztert Manfred Wörner NATO–főtitkár fogadja a NATO–központban.[4]

### Július
- július 1. – Az NDK és az NSZK vám- és valutaközösségre lép,[22] és megszűnik a személyek ellenőrzése a német-német határon.[23]
- július 2.
  - A koszovói parlament albán többsége kikiáltja a „Koszovói Köztársaságot” (még Jugoszlávián belül).[18]
  - Szlovénia elfogad egy szuverenitási nyilatkozatot, amellyel lazít a jugoszláv szövetségi kapcsolatokon.
- július 5.
  - A cseh-szlovák szövetségi gyűlés újfent Václav Havelt választja köztársasági elnökké. (Mandátuma – akárcsak a kormányé – két évre szól.)[5]
  - Szerbia feloszlatja a koszovói törvényhozást.[18]
- július 6. – A NATO állam- és kormányfői Londonban közzéteszik a „londoni nyilatkozatot”, a NATO átalakításáról, a közép- és kelet-európai országokkal való együttműködésről.[4]
- július 10. – Markus Meckel, az NDK külügyminisztere látogatást tesz a NATO–központban.[4]
- július 13–17. – Manfred Wörner, a NATO főtitkára Moszkvába látogat – Eduard Sevardnadze külügyminiszter meghívására – és a szovjet vezetőkkel tárgyalásokat folytat a „londoni nyilatkozat”-ról.[4]
- július 16. – Helmut Kohl német kancellár és Mihail Gorbacsov orosz elnök megállapodnak a német szuverenitás helyreállításában és teljes jogú német NATO tagságban.[4]
- július 16–17. – A Szerb Kommunisták Szövetsége felveszi a Szerb Szocialista Párt nevet, melynek vezetője Slobodan Milošević.[18]
- július 17. – Párizsban befejeződik a „kettő plusz négyes” tárgyalások harmadik külügyminiszteri konferenciája Németország egyesítéséről.[24]
- július 18. – Antall József magyar miniszterelnök látogatást tesz a NATO–központban.[4]
- július 27. – Az utolsó Citroën 2CV a portugáliai Mangualdében elhagyja a termelési csarnokot. Összesen 5 114 966 darab készült belőle.
- július 29. – Népszavazás a köztársasági elnök megválasztásának módjáról.[25]

### Augusztus
- augusztus 2. – Irak lerohanja Kuvaitot, megkezdődik az öbölháború.[4]
- augusztus 3. – Göncz Árpád a Magyar Köztársaság elnöke lesz.[26]
- augusztus 6. – Az ENSZ BT közli, hogy szankciókat foganatosít Irak ellen, és követeli Bagdadtól, hogy vonja ki csapatait a megszállt Kuvaitból.[4]
- augusztus 7. – Iraki nyomásra bejelentik a Kuvaiti Köztársaság megalakulását (egy napra rá meghirdetik az egyesülést Irakkal)
- augusztus 8. – Az ENSZ BT semmisnek nyilvánítja Irak Kuvait de facto annektálására vonatkozó bejelentését.[4]
- augusztus 10. – Az Észak-atlanti Tanács rendkívül ülést tart, amelyen a tagállamok külügyminiszterei konzultációt folytatnak az Öböl-beli fejleményekről.[4]
- augusztus 11. – A 93. Vegyes Repülőszázad felveszi vitéz Háry László nevét.
- augusztus 17. – „Rönkforradalom” a horvátországi Kninben.
- augusztus 23. – Az NDK törvényhozó testülete 294:62:7 arányban megszavazza az NDK és az NSZK október 3-án történő egyesítését és egyetért a szabad választások december 2-ai megtartásával az egyesített Németországban.[27]
- augusztus 24. – Az NDK népi kamarája elfogadja az egykori Állambiztonsági Hivatal személyekre vonatkozó aktáinak biztonságbe helyezéséről és felhasználásáról szóló törvényt.[28]
- augusztus 28. – Bejelentik a Kuvaiti Köztársaság hivatalos egyesülését Irakkal; létrejön a kuvaiti kormányzóság, mint Irak tartománya.
- augusztus 31. – Aláírják a két német állam egyesüléséről szóló szerződést, amely október 3-án lép életbe.[29]

### Szeptember
- szeptember 1. – A Honvédelmi Minisztérium szervezetében megalakul a HM Védelmi Hivatal jogelődje, a Védelmi Koordinációs Iroda.[30]
- szeptember 4. – A Nyugat-európai Unió 9 tagállama egyetért az Öböl-beli koordinált tengeri hadműveletekkel az Irak elleni nemzetközi embargó érvényesítése céljából. A Nyugat-európai Unió tagja és más országok erőket küldenek a térségbe.[4]
- szeptember 5–8. – Manfred Wörner NATO–főtitkár a Cseh és Szlovák Szövetségi Köztársaságba látogat, ahol tárgyalásokat folytat az elnökkel, a miniszterelnökkel és az országgyűlés elnökével.[4]
- szeptember 10. – James Baker amerikai külügyminiszter az Észak-atlanti Tanács rendkívüli miniszteri ülését tájékoztatja az Öböl-válsággal kapcsolatos amerikai–szovjet csúcstalálkozóról.[4]
- szeptember 10–11. – Mindkét német állam törvényhozó testülete elfogadja az egyesülési szerződést.[31]
- szeptember 12. – A két német állammal kapcsolatosan – bonyolult előtárgyalások után – jóváhagyásra kerül egy hathatalmi (2+4) szerződés, amelyben egyfelől az NSZK és az NDK kötött megállapodást az egyesülésről, másfelől a korábbi négy megszálló hatalom visszaadta Németország teljes önrendelkezési jogát. (A szerződésben az új Németország elfogadta a korábbi határokat, és kinyilvánította általános békevágyát.)[32][33]
- szeptember 28. – Új alkotmány Szerbiában.

### Október
- október 1. – 
  - Az egykori szövetségesek (Nagy-Britannia, Franciaország, Szovjetunió és az USA) megszüntetik Berlin négyhatalmi megszállását.[34]
  - Az augusztus 19-én és szeptember 2-án tartott népszavazás eredményére hivatkozva a horvátországi szerbek Szerb Nemzeti Tanácsa Kninben kikiáltja a szerb kisebbség autonómiáját, és függetlennek nyilvánítja magukat Horvátországtól.[18]
- október 1–2. – New Yorkban az EBEÉ külügyminisztereinek konferenciáján határozatban ítélik el a Kuvait elleni iraki agressziót.[4]
- október 2.
  - A cseh-szlovák parlament törvényt alkot az állam által 1955 és 1962 között kisajátított kisvállalatok visszaszolgáltatásáról eredeti tulajdonosaiknak.
  - Strasbourgban az Európa Tanács parlamenti közgyűlése határozatban javasolja Magyarország felvételét a szervezetbe. (A teljes jogú tagságról november 6-án Rómában dönt a miniszteri bizottság.)
- október 3.
  - Németország ismét egységes: egyesül az NDK és az NSZK.[22]
  - Az Észak-atlanti Tanács üdvözli az egyesített Németországot, mint a NATO teljes jogú tagját.
  - James Baker amerikai és Eduard Sevardnadze szovjet külügyminiszter New Yorkban elvi megállapodásra jut az európai hagyományos fegyverek és haderők csökkentéséről szóló szerződés kérdésében, és haladást ér el a hadászati nukleáris támadófejek csökkentése területén.
- október 4. – Berlinben, a Reichstag épületében megtartják a 144 keletnémet képviselő csatlakozásával 663 tagúvá bővült Szövetségi Gyűlés (Bundestag) háború utáni első ülését.[35]
- október 5. – A jugoszláv államelnökség felhatalmazására a hadsereg egységei elfoglalják a szlovén védelmi parancsnokság ljubljanai központját, miután Szlovénia bejelentette, hogy nem hajlandó védelmi erőit a jugoszláv hadsereg parancsnoksága alá helyezni.[18]
- október 14.
  - A 14 keletnémet megyéből megalakul Németország öt új tartománya.[22]
  - Tartományi választások Németország keleti tartományaiban. (Mecklenburg-Elő-Pomerániában, Szász-Anhaltban, Türingiában és Szászországban a CDU, Brandenburgban az SPD győzedelmeskedik.)[35]
- október 15. – Mihail Gorbacsovot Nobel-békedíjjal tüntetik ki.[4]
- október 23. – Petre Roman román miniszterelnököt a NATO-ban fogadja Manfred Wörner főtitkár.[4]
- október 24. – A magyar Alkotmánybíróság alkotmányellenesnek nyilvánítja a halálbüntetést.
- október 25.
  - Taxisblokád Magyarországon.[36]
  - A szlovák parlament hosszas vita, nagyarányú nacionalista sajtókampány után, a nyomásgyakorló tüntetések ellenére is a régóta tervezett nyelvtörvény liberálisabb változatát fogadja el. (Ám ez is csak akkor teszi lehetővé kisebbségi – magyar – nyelv használatát, ha a szóban forgó kisebbség aránya az adott területen eléri vagy meghaladja a 20%-ot. a törvény elfogadására a szlovák nacionalista erők tiltakozó akciókkal válaszolnak.)[5]
- október 25–26. – Mihail Mojszejev, szovjet honvédelmi miniszter első helyettese, vezérkari főnök a NATO-ba látogat.[4]
- október 26. – Für Lajos honvédelmi miniszter látogatást tesz a NATO–központban.[4]
- október 28. – Tüntetés a taxisblokádon át.[37]
- október 31.- Demszky Gábort megválasztják Budapest főpolgármesterének

### November
- november 6. – Magyarország[38] és Horvátország az Európa Tanács teljes jogú tagjává válik.
- november 7. – A november 7-ei ünnepség alatt Alekszandr Smonov merényletet kísérel meg Mihail Szergejevics Gorbacsov szovjet elnök ellen.
- november 8. – 100 000 amerikai katonát vezényelnek a Perzsa-öbölbe.
- november 11.
  - Pozsgay Imre kilép a Magyar Szocialista Pártból.
  - A parlamenti választások első fordulója Macedóniában.[18]
- november 12. – Megkoronázzák Akihitót, Japán 125. császárát.[39]
- november 13. – Elkészül az első ismert World Wide Web oldal. (Sir Tim Berners-Lee Genfben, a CERN magkutató központban fejlesztette ki a világ első webböngésző programját.)
- november 14.
  - A magyar kormány nevében Keresztes K. Sándor környezetvédelmi miniszter aláírja a megállapodást a nagymarosi beruházás osztrák részvételének megszűnéséről. (2,65 milliárd schilling kártérítés-fizetési kötelezettséggel)
  - Kilép az MDF-ből a szervezet első elnöke, Bíró Zoltán.
- november 17.
  - Az EBEÉ tárgyalófelek elfogadják a bécsi bizalom- és biztonságépítő intézkedés (CSBMs) nevű dokumentumot.[4]
  - George Bush amerikai elnök Cseh-Szlovákiába látogat.[5]
- november 18.
  - Parlamenti választások első fordulója Bosznia-Hercegovinában.[18]
  - A parlamenti választások második fordulója Macedóniában. (A nacionalista pártok relatív többséghez jutnak.)[18]
- november 19. – A Varsói Szerződés és a NATO tagállamai Párizsban aláírják a CFE-szerződést.[4]
- november 21. – Victor Vasarely festőművész a budapesti Képzőművészeti Főiskola díszdoktora lesz.
- november 22–25. – Manfred Wörner NATO–főtitkár Magyarországra látogat.[4]
- november 23. – Cseh-Szlovákiában lezajlanak a helyhatósági választások. (Csehországban a Polgári Fórum győz, Szlovákiában a Kereszténydemokrata Mozgalom megelőzi a Nyilvánosság az Erőszak Ellent. Jelentős választási sikert könyvelhetnek el a magyar pártok, kiváltképp az Együttélés Politikai Mozgalom.)[5]
- november 25. – 
  - Parlamenti választások második fordulója Bosznia-Hercegovinában. (A választásokon a muzulmán Demokratikus Akció Pártja győz a Szerb Demokrata Párt és a Horvát Demokrata Közösség pártja előtt. A köztársaság elnökévé a muzulmán Alija Izetbegovićot választják.)[18]
  - Lengyelországban az elnökválasztás első fordulójában Lech Wałęsa és egy korábban ismeretlen lengyel származású kanadai üzletember, Stanisław Tymiński szerezte meg az első illetve második helyet.[40]
- november 26. – Mihail Szergejevics Gorbacsov felszólítja Irakot, hogy hagyja el a megszállt Kuvait területét.
- november 26–28. – Az Észak-atlanti Tanács londoni értekezletén társult küldött státuszt kap a szovjet, a bolgár, a csehszlovák, a magyar és a lengyel parlamenti küldöttség.[4]
- november 28. – Margaret Thatcher lemond az angol miniszterelnöki posztról.
- november 29.
  - Budapesten megnyílik az Európai Közösség diplomáciai képviselete (első nagykövete Hans Beck).
  - Az ENSZ Biztonsági Tanácsa 1991. január 15-ei hatállyal katonai ultimátumot intéz Irakhoz Kuvait miatt.

### December
- december 2. – Parlamenti választás Németországban. (A konzervatív–liberális koalíció megőrizte többségét, Helmut Kohl minden német kancellárja lett.)[22]
- december 6–7. – A Védelmi Tervező Bizottság és az Atomtervező Csoport miniszteri ülést tart Brüsszelben. A védelmi miniszterek támogatják az ENSZ 678-as határozatát, amely követeli az iraki csapatok visszavonását Kuvaitból és az új NATO stratégiai koncepció kidolgozását.[4]
- december 9. – 
  - A lengyel elnökválasztás második fordulójában alacsony részvétel mellett Lech Wałęsa győz.[40]
  - Elnök- és parlamenti választások első fordulója Szerbiában és Crna Gorában.[18]
- december 11. – Az Albán Kommunista Párt – 45 évi egypárti diktatúra után – bejelenti, hogy törvényesíti a politikai ellenzék pártjait.[4]
- december 17–18. – Az Észak-atlanti Tanács brüsszeli ülésén a külügyminiszterek áttekintik a júliusi londoni csúcstalálkozó óta eltelt eredményeket és nyilatkozatot adnak ki az Öböl-válságról.[4]
- december 20. – Lemond Eduard Sevardnadze szovjet külügyminiszter.[4]
- december 21. – A horvátországi szerbség kikiáltja a „Krajnai Szerb Autonóm Körzet”et.
- december 22. – 
  - Új alkotmány Horvátországban.
  - Hivatalba lép az új lengyel államelnök, Lech Wałęsa.[41]
- december 23.
  - Elnök- és parlamenti választások második fordulója Szerbiában és Crna Gorában. (A győzelmet a kommunista utódpártok, ill. jelöltjeik szerzik meg. Szerb elnök Slobodan Milošević lett.)[18]
  - A jugoszláv államelnökség által alkotmányellenesnek nyilvánított népszavazás Szlovéniában, amely 93,2%-os részvétel mellett a szavazók 88,2%-a támogatja Szlovénia függetlenségét.[18]
  - december 26. – A szlovén képviselőház kinyilvánítja az ország függetlenségét.[18]

### Határozatlan dátumú események
- az év folyamán – A demokratizálódás első lépcsőjeként községtanácsi választásokat rendeznek Nigériában.[42]

## Az év témái

### 1990 a filmművészetben
- Ebben az évben készült el a Garfield a képzelet szárnyán (Garfield és barátai – Az álmodozó cica) (Garfield's Feline Fantasies)

### 1990 az irodalomban
- Megjelenik Mark Carwardine – Douglas Adams: Utoljára látható c. könyve
- Megjelenik John Lloyd – Douglas Adams: Az Élet mélyebb értelme c. könyve
- Kiadják Kertész Imre – Kaddis a meg nem született gyermekért c. könyvét
- Somlyó György – Palimpszeszt (versek), Orpheusz
- Somlyó György – Párizsi kettős (regény), Szépirodalmi

### 1990 a sportban
- Ayrton Senna megszerzi második Formula–1-es világbajnoki címét a McLaren-Honda csapattal.
- június 8. – július 8. 1990-es labdarúgó-világbajnokságot, NSZK nyeri az Olaszországban, immár harmadik alkalommal világbajnok.
- A Újpesti Dózsa nyeri az NB1-et. Ez a klub 19. bajnoki címe.

### 1990 a televízióban
- Filmre viszik Brösel német képregényrajzoló Werner: Beinhart című munkáját.

### 1990 a tudományban

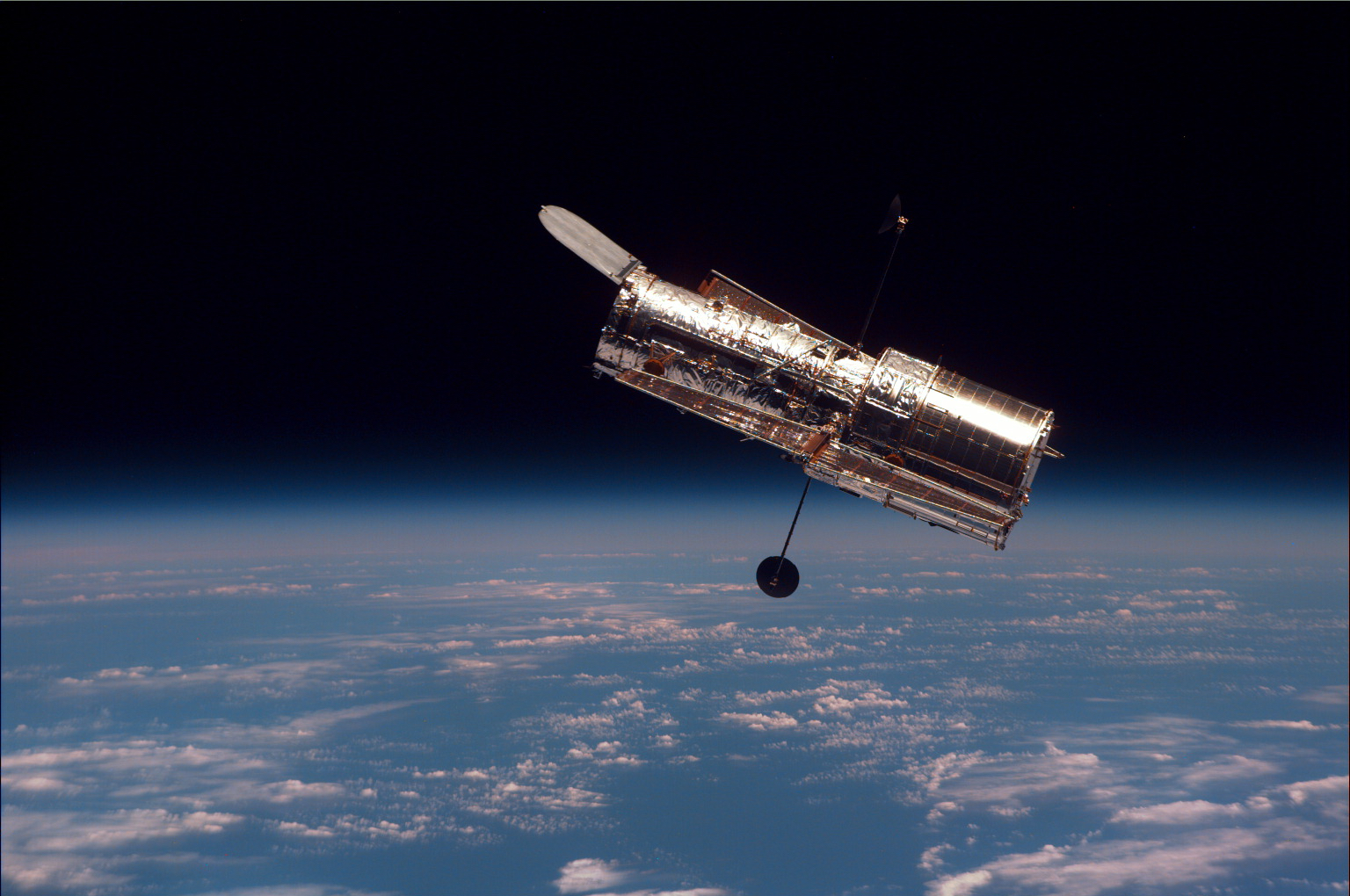
A Hubble űrtávcső

- április 25. – A Discovery űrrepülőgép személyzete 600 km magasságon Föld körüli pályára állítja a Hubble űrtávcsővet.[43]

### 1990 a zenében
- Tré Cool csatlakozik a Green Day együtteshez.
- Megalakul a Republic.
- Fellép a Népstadionban az Illés-együttes mint első magyar rockzenekar
- Madonna hatalmas sikert arat Vogue című dalával, és botrányt kavar Justify My Love című dalával és videóklipjével.
- Megalakul a Tool
- Megalakul a C.A.F.B. együttes
- A svéd Roxette a poptörténelem egyik legsikeresebb dalával tarol, melynek címe It Must Have Been Love. A dal a Pretty Woman/Micsoda Nő! betétdalaként is hallható.
- Bonanza Banzai a tini lányok nagy fiú csapata elérte pályája csúcsát 1990-ben, amikor piacra dobta A Jel című dalukat ami hatalmas sikereket ért el.
- Metál az ész című metál számmal rukkolt elő az egyik legsikeresebb heavy metál fiúbanda.
- Csuka Mónika elénekelte a Sirályok sírnak című szerelmes számot.
- Első Emelet bemutatta a Kis generáció sláger számát, ami után sokan felfigyeltek a srácokra.

#### Albumok
- Blind Guardian: Tales from the Twilight World
- Céline Dion: Unison
- Cseh Tamás–Bereményi Géza: Új dalok
- Depeche Mode: Violator
- Balázs Klári: Viva La Mamma
- Enigma: MCMXC a.D.
- Edda Művek: Győzni fogunk / Best of Edda 1980–1990
- Gary Moore: Still Got the Blues
- Dolly Roll: Ébreszd fel a szívemet! / Rég volt, szép volt
- George Michael: Listen Without Prejudice Vol. 1
- Green Day: 39/Smooth
- Duran Duran: Liberty
- Fleetwood Mac: Behind the Mask
- Iron Maiden: No Prayer for the Dying
- Halász Judit: Halász Judit válogatás
- Tátrai Band: Loose Associations
- Kylie Minogue: Rhythm of Love
- Koós János: Nem tudok én megjavulni
- Richard Sanderson: Anytime at All
- Illés: Illés Népstadion I.
- INXS: X
- Madonna: I’m Breathless / The Immaculate Collection
- Mike Oldfield: Amarok
- Mariah Carey: Mariah Carey
- Kim Wilde: Love Moves
- Korda György: Éljen a mama
- Kovács Kati: Szólj rám, ha hangosan énekelek
- Laura Branigan: Laura Branigan
- Napoleon Boulevard: Legyetek jók, ha tudtok
- New Kids on the Block: Step by Step
- Pap Rita: Bolond világ
- Paula Abdul: Shut Up and Dance
- Paul Young: Other Voices
- Pet Shop Boys: Behaviour
- REO Speedwagon: The Earth, a Small Man, His Dog and a Chicken
- Ricchi e Poveri: Canzoni d'amore
- Sinéad O’Connor: I Do Not Want What I Haven’t Got
- Suzi Quatro: Oh, Suzi Q.
- Snap!: World Power
- Szandi: Tinédzser l’amour
- Ricchi e Poveri: Buona giornata e... / Una domenica con te
- Robert Plant: Manic Nirvana
- Roger Waters: The Wall Live in Berlin
- Tankcsapda: Punk & Roll
- Tanita Tikaram: The Sweet Keeper
- Thalía: Thalía
- Vanessa Paradis: Variations sur le měme t'aime
- Vincze Lilla: Lilla és Czigi
- Whitney Houston: I’m Your Baby Tonight
- Zoltán Erika: Ki nevet a végén?
- Jon Bon Jovi: Blaze of Glory

## Születések
- január 2. – Alan Hale Jr. amerikai színész
- január 4.
  - Daniel Keatings angol tornász
  - Peter de Cruz svájci curlingjátékos
- január 7.
  - Liam Aiken amerikai színész
  - Elene Gedevanisvili grúz műkorcsolyázónő
  - Gregor Schlierenzauer osztrák síugró
- január 10. – Szabó Bence magyar labdarúgó
- január 14. – Szilágyi Áron magyar kardvívó
- január 15. – Vjacseszlav Vojnov orosz jégkorongozó
- január 18. – Dimitrij Kugrisev orosz jégkorongozó[44]
- január 24. – Irie Rjószuke japán úszó
- január 25. – Marco Koch német úszó
- január 26. – Sergio Pérez mexikói autóversenyző
- január 27. – Maria-Elena Papasotiriou görög műkorcsolyázónő
- január 28. – Dombai Viktor magyar labdarúgó
- január 30. – Jake Thomas amerikai színész
- február 7.
  - Mérovée Ephrem monacói műkorcsolyázónő
  - Steven Stamkos kanadai jégkorongozó
- február 8. – Klay Thompson amerikai olimpiai-, és világbajnok kosárlabdázó
- február 10. – Bor Katalin magyar úszónő
- február 14. – Brett Dier amerikai színész
- február 15. – Charles Pic francia Formula–1-es pilóta
- február 16. – Erdélyi Balázs magyar vízilabdázó
- február 19. – Jurij Kunakov orosz műugró
- február 24. – Randy Krummenacher svájci motorversenyző
- február 27. – Arina Martinova orosz műkorcsolyázó
- március 4.
  - Andrea Bowen amerikai színésznő
  - Draymond Green amerikai olimpiai bajnok kosárlabdázó
  - Arianna Vanderpool-Wallace Bahama-szigeteki úszónő
  - Fran Mérida, spanyol (katalán) labdarúgó
- március 5. – Anastasia Aksenova orosz úszónő
- március 11. – Reiley McClendon amerikai színész
- március 17. – Hozier, ír zenész, énekes, dalszövegíró
- március 23. – Jaime Alguersuari spanyol autóversenyző
- március 25. – Makszim Csugyinov orosz jégkorongozó[45]
- március 30.
  - Simon András magyar labdarúgó
  - Michal Březina cseh műkorcsolyázó
- április 4. – Furkan Andıç török színész
- április 8. – Fehérvári Gábor Alfréd magyar énekes, műsorvezető
- április 9. – Kristen Stewart amerikai színésznő
- április 10. – Alex Pettyfer angol színész, a 001: Az első bevetés főszereplője
- április 12.
  - Francesca Halsall angol úszónő
  - Jevgenyij Kuznyecov orosz műugró
- április 15. – Emma Watson angol színésznő
- április 16.
  - Reggie Jackson olasz születésű amerikai kosárlabdázó
  - Calvin Kang szingapúri sprinter
- április 23. – Dev Patel angol színész
- április 24. – Muri Enikő magyar énekesnő
- április 25. – Jean-Éric Vergne francia autóversenyző
- április 28. – Törőcsik Franciska magyar színésznő
- május 2. – Ozan Dolunay török színész
- május 6. – Gulácsi Péter magyar labdarúgó
- május 8. – Anasztászija Zujeva orosz úszónő
- május 16. – Thomas Sangster angol színész
- május 25. – Nyikita Filatov orosz jégkorongozó[46]
- május 26.
  - Ryan Napoleon ausztrál úszó
  - Matthieu Rosset francia műugró
- május 30. – Dara Eszter magyar úszónő
- június 11. – Christophe Lemaitre francia futó
- június 13. – Aaron Taylor-Johnson amerikai színész
- június 14. – Jeinkler Aguirre kubai műugró
- június 20. – Iváncsik Ádám kézilabdázó
- június 21. – JaMychal Green amerikai kosárlabdázó
- június 24. – Richard Sukuta-Pasu német labdarúgó
- július 4. – David Kross német színész
- július 11. – Connor Paolo amerikai színész
- július 15. – Bata Adrienn magyar énekesnő
- július 16. – James Maslow amerikai színész, énekes
- július 25.
  - Alexianne Castel francia úszónő
  - Kovács Henri magyar díjugrató
- július 26. – Baradlay Viktor magyar szinkronszínész
- július 29. – Ivan Lenđer szerb úszó
- augusztus 6. – Sarah McBride amerikai aktivista és politikus
- augusztus 9. – Bill Skarsgård svéd színész
- augusztus 10. – Lucas Till amerikai színész
- augusztus 20. – Öykü Karayel török színésznő
- augusztus 21. – Földi Csaba magyar rocksztár
- augusztus 23. – Szilágyi Csaba szerb úszó
- augusztus 24. – Yağmur Tanrısevsin török színésznő
- augusztus 25. – Aras Bulut İynemli török színész
- augusztus 29. – Nicole Gale Anderson amerikai színésznő
- szeptember 2. – Balog Gábor magyar úszó
- szeptember 20. – Móczó Norbert magyar labdarúgó
- szeptember 22. – Akın Akınözü török színész
- szeptember 23. – Omar Jasim bahreini úszó
- október 8. – Natasha Moodie jamaicai úszónő
- október 9. – Dominik Märki svájci curlingjátékos
- október 11. – Edickson Contreras venezuelai műugró
- október 19.
  - Pere Tutusaus spanyol motorversenyző
  - Devin Keaton amerikai színész
- október 21. – Ricky Rubio spanyol kosárlabdázó
- október 29. – Amarna Miller Spanyol színésznő
- november 2. – Kendall Schmidt amerikai színész, énekes
- november 9. – Balogh Máté zeneszerző
- november 14. – Jessica Jacobs ausztrál színésznő, énekesnő († 2008)
- november 15. – Baráth István magyar szinkronszínész
- november 23. – Aljona Igorevna Leonova orosz műkorcsolyázó
- november 23. – Káprály Mihály magyar labdarúgó–játékvezető
- november 26. – Rita Ora angol énekesnő, színésznő
- november 27. – Shane Haboucha amerikai színész
- december 17. – Folashade Abugan nigériai atléta
- december 18.
  - Lakatos Gábor, az Érdi Spartacus SC birkózója († 2008)
  - Major Balázs magyar műkorcsolyázó
- december 22. – Jean-Baptiste Maunier francia színész, énekes
- december 22. – Török Tamás magyar színész, énekes
- december 24. – Oguntoye Viktória, magyar válogatott kézilabdázó
- december 28. – Szabó Milán magyar biatlonista

## Halálozások
- január 6. – Pavel Alekszejevics Cserenkov, Nobel-díjas szovjet fizikus (* 1904)
- január 16. – Ipper Pál, újságíró (* 1927)
- január 25. – Ava Gardner, amerikai színésznő (* 1922)
- január 27. – Borsos Miklós, szobrászművész, képzőművész, grafikus (* 1906)
- február 2. – Paul Ariste, észt nyelvészprofesszor (* 1905)
- február 7. – Karády Katalin színésznő (* 1910)
- február 23. – Jose Napoleon Duarte, El Salvador elnöke (* 1925)
- február 23. – James M. Gavin, az Egyesült Államok legfiatalabb tábornoka a II. világháború folyamán (* 1907)
- február 24. – Sandro Pertini, olasz újságíró, partizán, politikus valamint Olaszország köztársasági elnöke 1978 és 1985 között (* 1896)
- március 6. – Id. Dohy János (korábban ifj. Göllner János), növénypatológus, tanár (* 1905)
- március 20. – Lev Jasin, szovjet labdarúgó kapus (* 1929)
- március 24. – An Wang, a számítástechnika úttörője (* 1920)
- április 3. – Sarah Vaughn, amerikai énekesnő (* 1924)
- április 4. vagy 5., – Vermes Miklós Kossuth-díjas középiskolai fizika-, kémia- és matematikatanár, kiváló tankönyvíró és kísérletező (* 1905)
- április 15. – Greta Garbo, svéd filmsztár (* 1905)
- április 25. – Dexter Gordon, amerikai jazz-zenész (* 1923)
- május 16. – Sammy Davis Jr., amerikai előadó (* 1925)
- május 16. – Jim Henson, a Muppet Show alkotója (* 1936)
- május 22. – Rocky Graziano, amerikai ökölvívó (* 1919)
- június 8. – Rex Harrison, amerikai színész (* 1908)
- június 25. – Szathmáry György, költő, műfordító. (* 1928)
- július 29. – Bruno Kreisky, Ausztria külügyminisztere, kancellárja (* 1911)
- augusztus 17. – Abody Béla, magyar író, műfordító, kritikus, humorista (* 1931)
- augusztus 27. – Stephen „Stevie” Ray Vaughan, amerikai blues gitáros (* 1954)
- szeptember 6. – Bereznai Gyula, matematikus (* 1921)
- szeptember 26. – Alberto Moravia, olasz író (* 1907)
- szeptember 28. – Darányi József, atléta (* 1905)
- október 9. – Ottlik Géza, író, nemzetközi szintű bridzsjátékos, szakíró. (* 1912)
- október 14. – Leonard Bernstein, amerikai zeneszerző és karmester (* 1918)
- október 15. – Berczelly Tibor, olimpiai bajnok vívó (* 1912)
- október 16. – Art Blakey jazz, dobos (* 1919)
- október 23. – Louis Althusser, francia marxista filozófus (* 1918)
- október 27. – Ugo Tognazzi, olasz színész és rendező (* 1922)
- október 27. – Xavier Cugat, katalán-kubai zenekarvezető (* 1900)
- november 7. – Lawrence Durrell, brit író (* 1912)
- november 15. – Kovács Jenő magyar állatorvos, gyógyszerkutató, egyetemi tanár (* 1910)
- november 23. – Roald Dahl, walesi író, a „Meghökkentő mesék” szerzője (* 1916)
- november 23. – Szécsi Margit, magyar József Attila-díjas költőnő (* 1928)
- november 26. – Fung Yu-lan, kínai filozófus (* 1895)
- december 2. – Aaron Copland, amerikai zeneszerző (* 1900)
- december 14. – Friedrich Dürrenmatt, svájci író (* 1921)
- december 31. – Vaszilij Lazarev, szovjet űrhajós (* 1928)

## Nobel-díjak
| Fizikai            | Jerome I. Friedman és Henry W. Kendall amerikai, Richard E. Taylor kanadai fizikusok |
| Kémiai             | Elias James Corey amerikai kémikus                                                   |
| Orvosi-fiziológiai | Joseph Edward Murray orvos és Edward Donnall Thomas kémikus – mindketten amerikaiak  |
| Irodalmi           | Octavio Paz mexikói író                                                              |
| Béke               | Mihail Gorbacsov szovjet politikus                                                   |
| Közgazdasági       | Harry M. Markowitz, Merton H. Miller és William F. Sharpe amerikai közgazdászok      |